# Campionati europei di dressage 1975
I Campionati europei di dressage 1975 si sono svolti a Kiev in Unione Sovietica. 

## Podi
| Evento           | Oro                     | Argento          | Bronzo         |
| Gara individuale | Christine Stückelberger | Harry Boldt      | Karin Schlüter |
| Gara a squadre   | Germania Ovest          | Unione Sovietica | Svizzera       |

## Medagliere
| Posiz. | Nazione          | Oro | Argento | Bronzo | Totale |
| ------ | ---------------- | --- | ------- | ------ | ------ |
| 1      | Germania Ovest   | 1   | 1       | 1      | 3      |
| 2      | Svizzera         | 1   | 0       | 1      | 2      |
| 3      | Unione Sovietica | 0   | 1       | 0      | 1      |
| Totale | Totale           | 2   | 2       | 2      | 6      |